# 老挝天料木
老挝天料木（学名：Homalium ceylanicum var. laoticum）为大风子科天料木属下的一个变种。

## 扩展阅读
- 維基物種上的相關：老挝天料木